# Combate de Pileo
El Combate de Pileo fue una batalla de la Patria Nueva chilena ocurrida en el marco de la llamada Guerra a Muerte, entre realistas españoles y patriotas chilenos desarrollado en la subdelegación de Pileo el 6 de diciembre de 1819.
Los chilenos eran dirigidos por Ramón Freire, quien ordenó al capitán Pedro Kursky que procurase mentación de la desesperada ciudad de Concepción.
Kursky fue hasta Pileo y pasó a cuchillo a toda la guarnición. Cuando se preparaba, un grupo realista que venía replegándose de Talcamávida en dirección a Pileo lo sorprendió.
La fuerza realista era una columna de 200 hombres. Kursky atacó furiosamente y cuando ya iba a batirla del todo, apareció por su retaguardia una columna realista.
Pillado entre dos fuegos, murió junto a treinta de sus hombres.